# Elisabeth Ström
Helena Elisabeth "Pyttan" Ström, född 18 augusti 1962, är en svensk affärskvinna som suttit i ledningen för Föreningssparbanken, Coop Sverige, Posten och Vattenfall. Hon har också varit verksam i reklambranschen.

## Biografi
Innan hon fick uppdrag för storföretag var Ström projektledare på byrån Hall & Cederquist. Hon har också haft en ledande position på Nordiska kompaniet. Från våren 1997 var hon kortvarig rektor för reklamskolan RMI-Berghs.
I augusti 1997 utsågs hon till vice vd och kommunikationsdirektör för den nybildade Föreningssparbanken. Där var hon projektledare för bankens satsning på portalen "Bankboken" 1999.
År 2000 gick hon över till Kooperativa förbundet för att från årsskiftet 2000/2001 bli vice VD för KF Svenska Detaljhandeln (snart omdöpt till Coop Sverige) med ansvar för de stundande varumärkesförändringarna inom koncernen. Där ledde hon också satsningen på Coop Bank, som skulle visa sig misslyckad. Hon lämnade KF under 2002.
År 2003 blev hon vice vd för Posten och chef för divisionen Marknad och Försäljning. Hon lämnade Posten 2005. År 2003 valdes hon även in i Sveriges Radios styrelse. Hon var vice styrelseordförande där fram till 2009.
År 2005 kom hon åter till reklambranschen med en ledande roll på Lowe Nordic, den nordiska divisionen av nätverket Lowe and Partners. År 2007 lämnade hon Lowe/WPP och blev istället vd och styrelseordförande för designbyrån Brindfors Enterprise IG (snart omdöpt till The Brand Union). Hon var också styrelseordförande för Sveriges Kommunikationsbyråer 2008-2009.
Under 2009 utsågs hon till marknadsdirektör för Vattenfall, med tillträde den 1 januari 2010. Hon lämnade Vattenfall år 2012.
I september 2014 rapporterade tidningen Dagens Media att Elisabeth Ström i fyra olika mål i Stockholms tingsrätt krävs på betalning av sammanlagt drygt 2,9 miljoner kronor.
År 2014 var hon medgrundare till byrån Roots – Business Powered Communication.
I oktober 2024 rapporterade tidningen Resumé att Ström av tingsrätten hade dömts till ett år och fyra månaders fängelse för grovt skatte- och bokföringsbrott samt till näringsförbud i fem år.